# Joan Gaspar Roig i Jalpí
Joan Gaspar Roig i Jalpí (Blanes, Vegueria de Girona, 1624 - Manresa, Vegueria de Manresa, 1691) fou un historiador català, frare de l'Orde dels Mínims, conegut com a falsificador amb el nom de Bernat Boades, i autor del Llibre dels fets d'armes de Catalunya.
Nascut a Blanes, visqué d'infant a Girona i després a Barcelona, on era el Corpus de Sang (1640). Poc després ingressà a l'Orde dels Mínims i el 1663 començà a residir al convent mínim de Girona. El 1667 n'era vicari corrector; després provincial de l'orde i examinador sinodal dels bisbats de Girona i Barcelona i del priorat de Santa Maria de Meià.
Visqué a Madrid entre el 1670 i el 1673 i en aquest darrer any fou nomenat cronista reial per a la Corona d'Aragó. El 1677 vivia al convent dels mínims de Barcelona i els darrers anys de vida residí al convent de Manresa.
Compta amb obres eclesiàstiques i religioses: Modo per a complir amb l'obligació del reso del divinal ofici i celebració de l'inefable sacrifici de la missa (1663), Sermó dels il·lustríssims màrtirs i patrons de l'antiga vila de Blanes, del bisbat de Girona, sant Bonoso i sant Maximiano, naturals de dita vila i en ella martiritzats, any de Cristo 156 (1664), Verdad triunfante (1680), Sermón de san Cristóbal mártir (predicat el 1680 a Santa Maria del Mar, de Barcelona, i publicat el 1683 amb una vida i passió del sant), Dulce desengaño histórico del año cierto en que se fundó la sagrada, ínclita, real, militar orden de la Merced (1684), una Vida y milagros de san Francisco de Paula, de data incerta.
És més conegut, però, per les seves obres històriques: Tratado de las excelencias y antigüedades del priorato de Santa María de Meyá (1668), Resumen historial de las grandezas y antigüedades de la ciudad de Gerona (1678), publicat amb Carta apologética por la entrada de Carlos el Grande en Cataluña, escrita el 1676, Apología de l'esmentat Resumen historial (1679), i Epítome histórico de la muy ilustre ciudad de Manresa (publicada pòstumament el 1692). Entre les obres inèdites: Reales elogios de Cataluña ilustrados y aumentados (anterior al 1678), Catálogo paralipómeno de los santos indígenas y advenas del Principado de Cataluña y sus condados (1664), Libro donde por ABCDario se van anotando cosas historiales, Blanda Laletana illustrata, Historia de los mártires de Blanes, diverses vides de sants, una traducció al castellà de la proposició del rei Martí a la cort de Perpinyà, i una Crónica general de Cataluña, que havia de tenir quatre volums: el 1678 n'havia enllestit dos, però s'han perdut.
La seva obra més reconeguda és una falsificació històrica: el Llibre dels feits d'armes de Catalunya (1673-1675), que ell mateix va publicar atribuint-lo a Bernat Boades, suposat autor del segle xvi. La falsificació no es va descobrir fins a la publicació crítica de l'obra el 1934. El fals cronicó que Jalpí feu passar per manuscrit el 1420, i que encara que algú ja en denunciés la falsedat l'any 1700, fou donat per autèntic fins al segle xx. Sobretot perquè el Llibre dels feyts d'armes de Catalunya enriquia l'escassa lliteratura medieval catalana, imitant la llengua del 1400 i penjant l'autoritat a un tal “jo Bernat Boades”
També és autor del suposat Cronicó de Liberat (1669) i probablement tingué alguna intervenció en la redacció del també fals Cronicó d'Hubert (1664). A més, en la tradició dels falsos cronicons, introduïa dades falses en les seves obres històriques, donant lloc, per exemple a la "creació" dels falsos màrtirs Bonós i Maximià de Blanes.
El CRAI Biblioteca de Fons Antic de la Universitat de Barcelona conserva diverses de les obres que van formar part de la biblioteca personal de Roig, així com alguns exemples de les marques de propietat que van identificar els seus llibres al llarg de la seva vida.